# 太陽の比喩
太陽の比喩（たいようのひゆ、英: analogy of the sun）とは、プラトンが『国家』第6巻の中で、「善のイデア」を説明するのに用いたメタファー（比喩）/アナロジー（類比）の1つ。

## 内容
「善が何であるか」を問われたソクラテスが、知らないので説明できないと説明を拒否しようとしたところ、グラウコンにせがまれ、しかたなく「善そのもの」ではなくそれに最も似ているように見える「善の子供」についての説明を始める。
まず同意事項として、ソクラテスは「美」や「善」といったものが、感覚される対象となる「多くの美しいもの」「多くの善いもの」と、思惟される対象となる「美そのもの」「善そのもの」といった単一の相に応じた実相（イデア）の2つに区別されること、また感覚機能の中で視覚だけが「光」という媒介を必要とする特別なものであることを確認する。
こうして次に太陽の比喩の話に入っていく。
天空の神々の内で「光」の原因となっているのは「太陽」である。ソクラテスはこの「太陽」こそが先程「善の子供」と呼んだものであり、「善」が「知るもの」（機能）と「知られるもの」（対象）に対して持つ関係は、「太陽」が「見るもの」（機能）と「見られるもの」（対象）に対して持つ関係と同じだと述べる。
目は「太陽の光」に「事物」（対象）が照らされそれがはっきり見えることで、その内に「視覚」（機能）が宿っていることが明らかになる。魂もまた「善の真・有」が照らしている「真理」（対象）に向けられることで、その内に「知性」（機能）が宿っていることが明らかになる。
この対象には「真理性」を、行為主体には「認識機能・知識」を同時に提供するものが、「善の実相」（善のイデア）であり、それは「真理」と「認識・知識」の原因（根拠）であると同時に、これらよりもさらに美しいものであると、ソクラテスは述べる。
グラウコンにさらなる説明を求められたソクラテスは、続いて線分の比喩の説明を始める。